# Bulbophyllum arfakense
Bulbophyllum arfakense là một loài phong lan thuộc chi Bulbophyllum.